# Patani
|  | Aquest article tracta sobre la regió i antic regne de Patani. Si cerqueu altres significats, vegeu «Pattani». |

Patani o Regne o Soldanat de Patani fou un regne i després un petit soldanat malai a la zona sud de l'actual Tailàndia.
El regne es va fundar al final del segle xiv i era hinduista però el 1457 el rei es va convertir a l'islam. El 1563 el rei Sultan Muzaffar Shah va atacar Ayuthia però va morir misteriosament durant la batalla. Des del 1584, sota quatre reines consecutives, Patani va viure la seva edat d'or; va ser aliada de Pahang i Johore i van mantenir a ratlla als tailandesos amb un nominal reconeixement el 1603 fins al 1632 i després altra vegada des del 1636. Amb la reina Dewi (1710-1719) el regne va entrar en decadència. El 12 d'agost de 1729 va morir el rei Yunus i durant uns anys la història de Patani és confusa.
A partir de 1769 fou independent de fet al caure el regne d'Ayuthia. Patani no va respondre a la crida de soldats feta pel rei tailandès per fer front als birmans i el rei Rama I va envair el regne el 1786. Patani va haver d'abandonar les seves possessions exteriors a la península Malaia i a Sumatra i el rei Muhammad va morir a la lluita i fou proclamat nou sultà Tungku Lamidin. La capital fou arrasada i les defenses destruïdes. Quatre mil persones foren portades a Bangkok junt amb els famosos canons que defensaven la ciutat, anomenats «Sri Negara» i «Sri Patani», que ara són a la part davantera del ministeri tailandès de defensa. Els presoners foren portats en penoses condicions i utilitzats com esclaus.

Bandera històrica de Patani

El 1789 els tailandesos van tornar al país i van fer noves destruccions per assegurar-se'n la submissió. Revoltes el 1791 i 1808 foren sufocades i cada vegada el rei fou deposat. A la guerra de 1791 el tailandesos van deposar Lamidin i van col·locar al tron a Datok Pengkalan però el 1808 el van deposar i van nomenar Nai Khwan Sai. El 1816 davant d'una possible rebel·lió, les tropes tailandeses van entrar al país i van establir set soldanats autònoms un de l'altre.

## Els set soldanats (1816)
- Patani, governat per Tuan Sulung
- Teluban (Sai Buri) governat per Nik Dir
- Nongchik (Nongcik) governat per Tuan Nik
- Jalor (Jalar o Yala) governat per Tuan Yalor
- Jambu (Jaring) governat per Nai Pai
- Rangae (Legeh) governat per Nik Dah
- Reman (Rahman) governat per Tuan Mansur

## Reis de Patani
- Raja Ijau I (reina coneguda com a Reina Verda) 1584 - 1616
- Raja Biru (reina coneguda com a Reina Blava) 1616 - 1624
- Raja Ungu (reina coneguda com a Reina Porpra)1624 - 1635
- Raja Kuning (reina coneguda com a Reina Groga)1635 - 1688
- Raja Mas Kelatan 1690 - 1707
- Raja Mas Jayam (primera vegada) 1707 - 1710
- Raja Dewi (reina) 1710 - 1719
- Raja Bendang Badan 1719 - 1723
- Raja Laksamana Dajang 1723 - 1724
- Raja Mas Jayam (segona vegada) 1724 - 1726
- Along Yunus 1726 - 1729
- Desconegut 1729 - 1776
- Sultan Muhammad 1776 - 1786
- Tunku Lamidin 1786 - 1791
- Datok Pengkalan 1791 - 1808
- Nai Khwan Sai 1808 - 1815
- Nai Pai 1815 - 1816

## Sultans o Soldans de Patani
- Tuan Sulung 1816-1832
- Nik Yusof 1832-1837
- Along Yenal 1837-1839
- Tuan Besar 1839-1842
- Sultan/Soldà Muhammad 1842-1856
- Tengku Puteh 1856-1881
- Tengku Besar 1881-1890
- Tengku Sulaiman Syarifuddin 1890-1898
- Tengku Abdulkjadir Kamaruddin 1898-1902

El 1822 una revolta fou durament reprimida. Un nou intent de revolta es va acabar ràpidament el 1832 i des llavor els siamesos van actuar al país com a casa seva i canviaven als prínceps, que eren poc més que governadors, cada vegada que els semblava, sobretot si sospitaven alguna deslleialtat. El darrer sultà de Patani fou Tunku Abdulkjadir Kamaruddin i el de Rahman fou Tuan Lebih; conjuntament van dirigir una rebel·lió nacional el 1902 que encara que inicialment triomfant amb ajut de Kedah, finalment fou derrotada, i ambdós caps foren arrestats (Kamaruddin fou empresonat i Lebih executat). Els set soldanats foren abolits i es va crear un monthon amb els set territoris.
Pel tractat de 10 de març de 1909 amb els britànics, fou reconeguda la sobirania siamesa i es va cedir a Siam la regió de Satun que pertanyia al sultà de Kedah i que va esdevenir província el 1933 quan es va dissoldre el monthon al qual pertanyia junt amb la província de Sogkhla, un territori d'estatus especial poblat per majoria de malais o musulmans i governada per una família xinesa; al mateix temps també es va dissoldre el monthon Patani, i es van crear tres províncies: Pattani, Yala i Narathiwat.

Bandera del Gempar i de facto de l'Estat del Gran Patani

Es va iniciar un procés d'assimilació i la llengua malaia fou prohibida oficialment. El 1942 Siam es va aliar al Japó. El príncep de Patani Tun Mahmud Mahyuddin, es va aliar als britànics i fou enviat a l'Índia sota promesa que al final de la guerra es restabliria la independència del soldanat dels seus ancestres. A l'interior de Patani la lluita la va dirigir el musulmà Hajj Sulong Tokmina que pretenia establir una república islàmica. El 1945 els guerrillers dominaven les tres províncies de l'antic soldanat i les dues de majoria malaia musulmana, i consideraven el país l'estat del Gran Patani (Negeri Patani Raya).
Els britànics van incomplir el seu compromís i el 1948 van desistir de restablir el soldanat. El príncep, actuant en nom del Gempar (The Greater Patani Malay Movement) va apel·lar a les Nacions Unides però la seva demanda no fou atesa. El primer ministre tailandès mariscal P. Phibunsongkram (1948-1957) va tornar a prohibir l'ús del malai, i el vestits malais; totes les escoles malaies foren tancades i es va ordenar la destrucció de diversos monuments històrics. Aquesta política fou continuada per altres governs, especialment el del mariscal Sarit Thanarat.
El 1975 es va produir la detenció de cinc estudiants malais que foren forçats a adorar una imatge de Buda; els estudiants s'hi van negar i foren assassinats pels soldats, cosa que va provocar importants manifestacions que van durar més d'un mes (desembre de 1975). Les manifestacions van acabar amb el compromís del primer ministre Kukrit Pramoj de castigar els culpables, però aquesta promesa mai es va complir. En general el govern tailandès ha seguit una política repressiva i ultranacionalista, i s'han produït nombrosos abusos contra els drets humans.
El 1981 el Patani United Liberation Organization (PULO) i el Barisan Revolusi Nasional Melayu Pattani (BRN), moviments creats en anys anteriors per representar a la comunitat malaia musulmana, van aixecar mil sis-cents combatents contra l'exèrcit tailandès. El govern de Tailàndia va replantejar la seva política i va procedir a una limitada autonomia regional i a fer efectiva la tolerància religiosa; amb això molts dels combatents es van desmobilitzar (només restaven en armes uns tres-cents el 1988). El 1989 els quatre moviments armats existents es van unir en un front comú conegut com a Payong Organization que el 1991 va ser canviat a Front Unit per la Independència de Patani, més conegut per Bersatu (Unitat), que va establir un govern de la Republica de Patani a l'exili (Patani Negara Raya = Estat pacífic de Patani).

Bandera del Bersatu i de Patani Negara Raya

El desembre de 1991 la constitució tailandesa va reconèixer el dret a parlar i difondre el malai i la religió musulmana, i a les eleccions de setembre de 1992 quatre diputats musulmans van sortir elegits.
Un grup radical va formar el nou PULO el 1993, sota la direcció d'Ar-rong Moo-reng. El gener de 1995 va iniciar la seva activitat armada el grup Tantra Jihad Islam (TJI) braç armat d'una escició del nou PULO coneguda com a Abu Jihad PULO, dirigida pel mateix Ar-rong Moo-reng.
Encara que periòdicament es produeixen algunes accions armades per algun dels quatre grups actius (PULO, BRN, Nou PULO i TJI) la lluita és de baixa intensitat amb menys de 500 guerrillers.